# Burt
Burt (Territorio del Norte de Australia, c. años 20-Darwin, c. 21 o 22 de diciembre de 2024) fue un cocodrilo de agua salada que apareció en la película Crocodile Dundee en 1986.

## Biografía y carrera
Su nombre le fue dado en honor al actor Burt Reynolds, y fue elegido para participar en Crocodile Dundee unos años después de ser capturado en las llanuras aluviales de la bahía Anson, Daly y el río Reynolds en el Territorio del Norte de Australia. En la cinta, Burt aparece en una escena donde la periodista estadounidense Sue Charlton (interpretada por Linda Kozlowski) es salvada por Mick Dundee (Paul Hogan) durante un ataque de cocodrilo.
Burt también sirvió como modelo de efectos visuales para la película australiana de 2007, Rogue. Desde 2008, vivió en Crocosaurus Cove, un santuario para cocodrilos ubicado en Darwin. Personal del sitio destacó su «temperamento fogoso». En 2018, obtuvo cobertura mediática por predecir con precisión la victoria de Francia sobre Croacia en la final de la Copa Mundial de Fútbol de 2018, luego de morder la bandera francesa en lugar de la croata. Las banderas, que tenían alas de pollo adheridas, eran del mismo tamaño y color. Fue apodado como el «Psychic Croc» (en español, «Cocodrilo psíquico») por el tabloide Northern Territory News. Anteriormente había predicho incorrectamente que Australia ganaría contra Francia durante su partido de la fase de grupos de 2018.

## Muerte
Burt murió en Crocosaurus Cove entre el 21 o 22 de diciembre de 2024. El santuario lo describió como un «feroz y fascinante embajador de la educación sobre los cocodrilos» y afirmó que erigirían un cartel conmemorativo en su honor. Se desconoce la edad exacta de Burt al fallecer, ya que fue capturado en la década de 1980 a una edad indeterminada. Expertos estimaron que probablemente tenía cerca de 100 años. Fue medido, resultando con una dimensión de 5 metros de largo y un peso de 700 kilogramos.